# Kościół Najświętszego Serca Pana Jezusa w Nowym Sączu

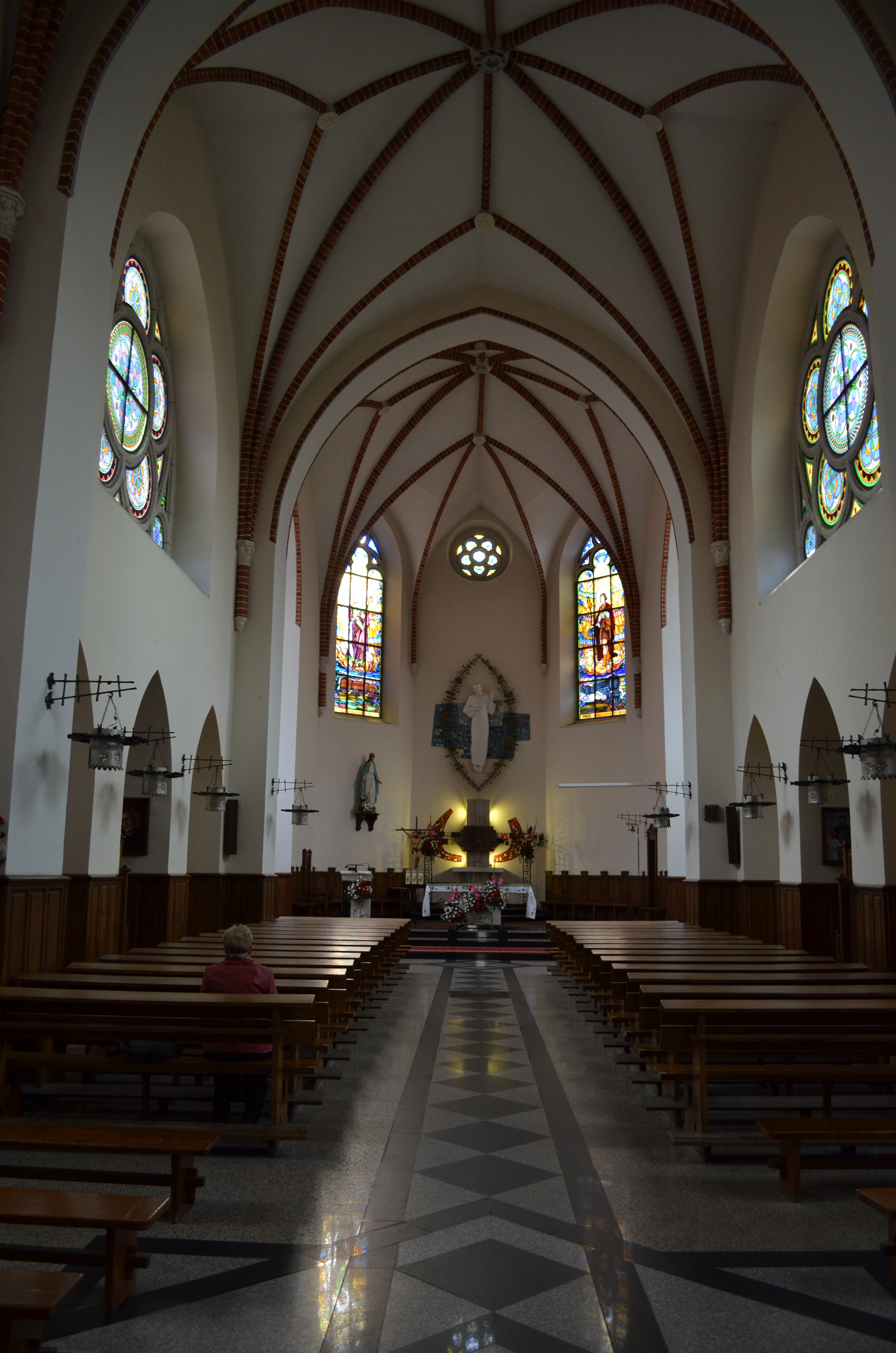
Wnętrze z ołtarzem

Kościół Najświętszego Serca Pana Jezusa znajdujący się w Nowym Sączu, przy ulicy Zygmuntowskiej. Jest kościołem parafialnym i należy do diecezji tarnowskiej. Popularnie nazywany jest kolejowym. 

## Historia

### Budowa
Do 1937 roku kościół był pod wezwaniem św. Elżbiety. Powstanie kościoła było związane z rozwojem kolei żelaznej w zaborze austriackim. Zbudowano wtedy osiedle dla zatrudnionych robotników i ich rodzin na cztery tysiące mieszkańców. Osiedle nosiło nazwę Kolonii Kolejowej albo tylko Kolonii. W 1897 roku władze kolejowe austriackiego Ministerstwa Kolei oraz Dyrekcji Kolei Państwowych w Krakowie przystąpiły do budowy na wspomnianym osiedlu, z okazji 50-lecia panowania cesarza Franciszka Józefa I, kaplicy w stylu romańsko - gotyckim pod wezwaniem Elżbiety z Turyngii, patronki żony cesarza Sisi. Projektantem był Teodor Talowski. Prace budowlane zakończono w 1898 roku. W 1899 roku kaplica została poświęcona przez księdza infułata Alojzego Góralika – proboszcza nowosądeckiego, który odprawił w Świątyni pierwszą Mszę Świętą.
Pierwotnie nad głównym wejściem do kościoła znajdowała się korona cesarska, herb Franciszka Józefa I i daty jego panowania (1848–1898). W okresie międzywojennym koronę cesarską zastąpiono tiarą papieską, godło cesarza godłem Jezuitów, a daty panowania datami budowy kościoła i powstania parafii kościoła Najśw. Serca Pana Jezusa.

### Jezuici
Ważną datą w historii kościoła św. Elżbiety było zobowiązanie Jezuitów z Nowego Sącza do odprawiania w nim nabożeństw i opieki duszpasterskiej nad mieszkańcami Kolonii. Miało to miejsce w 1903 roku. Pomysł został sfinalizowany umową pomiędzy władzami Kolei Państwowych a Zakonem Jezuitów. Podpisanie porozumienia nastąpiło 18 grudnia 1903 roku.
Jezuici do ówczesnego kościoła św. Elżbiety wprowadzili:
- Nabożeństwa majowe
- Nabożeństwa różańcowe w październiku
- Nowenny do św. Józefa

Przy kaplicy powstała Sodalicja Mariańska obejmująca:
- dzieci
- młodzież
- osoby starsze
- Bractwo Serca Pana Jezusa
- Żywy Różaniec
- Apostolstwo Modlitwy

Praca duszpasterska Jezuitów, jak i działalność religijnych organizacji przyczyniły się do rozwoju życia religijnego mieszkańców osiedla i wzrostu poczucia przynależności do wspólnoty Kościoła.

## Wygląd kościoła
W tym czasie zaszły zmiany w wyglądzie wnętrza kaplicy. Ojcowie Jezuici zainstalowali boczne ołtarze:
- Niepokalanego Poczęcia Najświętszej Maryi Panny
- Świętego Stanisława Kostki
- Najświętszego Serca Pana Jezusa

Wstawiono konfesjonały, Stacje Drogi krzyżowej i organy. Roku 1914 na placu kościelnym ustawiono stojącą do dziś, figurę Serca Pana Jezusa za ocalenie miasta z pożogi wojennej. Kościół otrzymał nowe, rzeźbione drzwi dębowe w wejściu głównym. Ich architektem był Leon Popławski, a same drzwi wykonali pracownicy zakładów kolejowych. 
Opisany stan kaplicy św. Elżbiety utrzymywał się do roku 1925, kiedy to przystąpiono do jej rozbudowy. W wyniku prac budowlanych przebudowano prezbiterium i poszerzono mury kościoła. Prace zakończono 6 lat później. Po kolejnych sześciu latach umieszczono dzwony na wieży kościelnej, zrabowane przez Niemców, podczas ostatniej wojny.
W tym samym roku tj. 1937 kościół św. Elżbiety stał się świątynią nowo powstałej parafii pod wezwaniem Najświętszego Serca Pana Jezusa. W ołtarzu głównym umieszczono obraz Serca Pana Jezusa pędzla artysty malarza Rudkowskiego z Krakowa. Obecnie znajduje się on w kaplicy przy ulicy 1-go Maja na terenie parafii.
W latach 60 poprzedniego stulecia dokonano zmian w prezbiterium. Byłe one związane z reformą liturgiczną po Soborze Powszechnym. Zainstalowano wtedy nowy ołtarz główny w obecnym kształcie. Dalsze zmiany zainicjował ks. proboszcz Stanisław Majcher, było to w 1979 roku. W prezbiterium powstały freski pędzla artysty A. Dzięgielewskiego, przedstawiające świętych Zakonu Jezuitów i Kościoła. Powstały także nowe stacje Męki Pańskiej i tabernakulum.
Dalsze prace renowacyjne zostały przeprowadzone przez ks. proboszcza Kazimierza Ptaszkowskiego SI. Odnowiono zabytkowe witraże gotyckie i wymalowano wnętrze a wokół świątyni odrestaurowano istniejące ogrodzenie wraz z przylegającym placem.
Istniejący stan kościoła św. Elżbiety dostosowany jest do zmian jakie zaszły po ostatnim Soborze Powszechnym.
Obecnie zakończono prace związane z rozbudową Centrum Duszpasterskiego mieszczącego się na placu kościelnym. Znajdują się w nim obszerne pomieszczenia zaspokajające potrzeby licznie funkcjonujących przy Parafii grup.